# Maximilian Eggestein
Pour les articles homonymes, voir Eggestein.
Maximilian Eggestein est un footballeur allemand, né le 8 décembre 1996 à Hanovre (Allemagne), jouant au poste de milieu de terrain au SC Fribourg.

## Biographie

### Werder Brême
En 2011 Maximilian Eggestein intègre le Werder Brême, lors de la saison 2012-2013 il se place avec les juniors, à la 5e place des buteurs avec 14 buts marqués. Lors de la saison 2014-2015 il intègre l'équipe réserve du Werder, et devient titulaire comme milieu offensif.
Il dispute son premier match de Bundesliga le 29 novembre 2014 face au SC Paderborn 07 et est à l'époque le deuxième plus jeune joueur du club à participer à la Bundesliga (à 17 ans et 356 jours). Il devient champion avec l'équipe réserve qui est promue en troisième division allemande, en février 2015 il signe son contrat professionnel.
Lors de la saison 2015-2016, il ne joue que deux fois avec l'équipe première. En Coupe d'Allemagne, il dispute son premier match le 8 août 2015 contre le FC Würzburger Kickers, gagné 0-2 après la prolongation. Avec l'arrivée du nouvel entraîneur, Alexander Nouri il est rétrogradé en U-23, lorsque Florian Kohfeldt prend la succession au Werder, il nomme Eggestein capitaine de l'équipe réserve puis le réintègre dans l'équipe première après la trêve hivernale. Il est essentiellement employé en tant que milieu défensif, lors du match de la 27e journée de la saison 2016-2017 il inscrit son premier but en Bundesliga.
Lors de la saison 2017-2018 il joue 33 fois en Bundesliga sur un total de 34 journées.
En 2018, il signe son premier doublé en Bundesliga, à l'extérieur contre Schalke 04

### Equipe nationale
Avec les moins de 20 ans, il inscrit en septembre 2015 un but contre l'Italie.
Avec les espoirs, il marque en septembre 2017 un but contre le Kosovo, lors des éliminatoires du championnat d'Europe espoirs 2019.

### Vie personnelle
Il est le fils de Karl Eggestein, un footballeur qui évolua toute sa carrière au TSV Havelse et joua une saison en deuxième division allemande.
Son plus jeune frère, Johannes Eggestein, évolue également au Royal Antwerp FC.

## Statistiques
| Saison                | Club                  | Championnat           | Championnat | Championnat | Championnat | Coupe(s) nationale(s) | Coupe(s) nationale(s) | Coupe(s) nationale(s) | Compétition(s) continentale(s) | Compétition(s) continentale(s) | Compétition(s) continentale(s) | Compétition(s) continentale(s) | Total | Total | Total |
| Saison                | Club                  | Division              | M.          | B.          | P.d.        | M.                    | B.                    | P.d.                  | Comp.                          | M.                             | B.                             | P.d.                           | M.    | B.    | P.d.  |
| 2014-2015             | Werder Brême          | Bundesliga            | 2           | 0           | 0           | -                     | -                     | -                     | -                              | -                              | -                              | -                              | 2     | 0     | 0     |
| 2015-2016             | Werder Brême          | Bundesliga            | 7           | 0           | 0           | 1                     | 0                     | 0                     | -                              | -                              | -                              | -                              | 8     | 0     | 0     |
| 2016-2017             | Werder Brême          | Bundesliga            | 15          | 1           | 0           | -                     | -                     | -                     | -                              | -                              | -                              | -                              | 15    | 1     | 0     |
| 2017-2018             | Werder Brême          | Bundesliga            | 33          | 2           | 4           | 4                     | 1                     | 0                     | -                              | -                              | -                              | -                              | 37    | 3     | 4     |
| 2018-2019             | Werder Brême          | Bundesliga            | 34          | 5           | 4           | 5                     | 1                     | 1                     | -                              | -                              | -                              | -                              | 39    | 6     | 5     |
| 2019-2020             | Werder Brême          | Bundesliga            | 32+2        | 1+0         | 4           | 4                     | 0                     | 1                     | -                              | -                              | -                              | -                              | 38    | 1     | 5     |
| 2020-2021             | Werder Brême          | Bundesliga            | 33          | 2           | 1           | 5                     | 0                     | 1                     | -                              | -                              | -                              | -                              | 38    | 2     | 2     |
| 2021-2022             | Werder Brême          | 2.Bundesliga          | 3           | 1           | 0           | 1                     | 0                     | 0                     | -                              | -                              | -                              | -                              | 4     | 1     | 0     |
| Sous-total            | Sous-total            | Sous-total            | 163         | 12          | 9           | 20                    | 2                     | 2                     | -                              | -                              | -                              | -                              | 183   | 14    | 11    |
| 2021-2022             | SC Fribourg           | Bundesliga            | 31          | 1           | 0           | 5                     | 1                     | 0                     | -                              | -                              | -                              | -                              | 36    | 2     | 0     |
| 2022-2023             | SC Fribourg           | Bundesliga            | 31          | 1           | 2           | 5                     | 0                     | 0                     | C3                             | 7                              | 0                              | 1                              | 43    | 1     | 3     |
| 2023-2024             | SC Fribourg           | Bundesliga            | 33          | 1           | 1           | 2                     | 1                     | 0                     | C3                             | 10                             | 1                              | 3                              | 45    | 3     | 4     |
| 2024-2025             | SC Fribourg           | Bundesliga            | 33          | 2           | 0           | 3                     | 0                     | 0                     | -                              | 0                              | 0                              | 0                              | 36    | 2     | 0     |
| 2025-2026             | SC Fribourg           | Bundesliga            | 0           | 0           | 0           | 1                     | 0                     | 0                     | C3                             | 0                              | 0                              | 0                              | 1     | 0     | 0     |
| Sous-total            | Sous-total            | Sous-total            | 128         | 5           | 3           | 16                    | 2                     | 0                     | -                              | 17                             | 1                              | 4                              | 161   | 8     | 7     |
| Total sur la carrière | Total sur la carrière | Total sur la carrière | 290         | 17          | 12          | 36                    | 4                     | 2                     | -                              | 17                             | 1                              | 4                              | 343   | 22    | 18    |